# Nado sincronizado no Campeonato Europeu de Esportes Aquáticos de 2012 - Rotina combinação
A competição de rotina combinação do nado sincronizado no Campeonato Europeu de Esportes Aquáticos de 2012 foi realizada no dia 27 de maio em Eindhoven nos Países Baixos. 

## Calendário
| Fase  | Data       | Hora  |
| ----- | ---------- | ----- |
| Final | 27 de maio | 19:00 |

Todos os horários estão no horário local (UTC+1)

## Medalhistas
| Ouro | Prata | Bronze |
| Espanha · Clara Basiana · Alba María Cabello · Clara Camacho · Ona Carbonell · Margalida Crespí · Andrea Fuentes · Thaïs Henríquez · Paula Klamburg · Irene Montrucchio · Laia Pons | Ucrânia · Lolita Ananasova · Olena Grechykhina · Daria Iushko · Ganna Khmelnytska · Ganna Klymenko · Olga Kondrashova · Oleksandra Sabada · Kateryna Sadurska · Kseniya Sydorenko · Anna Voloshyna | Itália · Federica Bellaria · Elisa Bozzo · Beatrice Callegari · Camilla Catteneo · Linda Cerruti · Francesca Deidda · Manila Flamini · Benedetta Re · Dalila Schiesaro · Sara Sgarzi |

## Resultados
Esses foram os resultados da competição.
| Pos.              | Nacionalidade | Final  | Final |
| Pos.              | Nacionalidade | Pontos | Pos.  |
| ----------------- | ------------- | ------ | ----- |
| Medalha de ouro   | Espanha       | 95.600 | 1     |
| Medalha de prata  | Ucrânia       | 93.420 | 2     |
| Medalha de bronze | Itália        | 90.440 | 3     |
| 4                 | Grécia        | 85.940 | 4     |
| 5                 | Suíça         | 81.620 | 5     |
| 6                 | Países Baixos | 80.990 | 6     |
| 7                 | Bielorrússia  | 79.620 | 7     |
| 8                 | Áustria       | 77.080 | 8     |
| 9                 | Hungria       | 76.860 | 9     |